# لوب گیجگاهی
لوب گیجگاهی یا لوب تِمپورال (به انگلیسی: Temporal lobe) یکی از چهار لوب اصلی قشر مخ در پستانداران است. لوب گیجگاهی در زیر شکاف جانبی در هر دو نیمکرهٔ مغز پستانداران قرار دارد. لوب گیجگاهی مرکز پردازش اطلاعات حس شنوایی است و همچنین در پردازش ورودی حسی به معانی مشتق شده برای حفظ حافظه بصری به شیوهٔ مناسب، درک زبان و وابستگی‌های عواطف نقش دارد. گیجگاه به شقیقهٔ سر اشاره دارد.
ذخیره حافظه بلند مدت، پردازش اطلاعات شنوایی، بینایی(رنگ ها) تشخیص چهره، تشخیص احساسات دیگران از تُن صدای آنها و حالت چهره شان، نظریه ذهن، ادراک زبان و تولید گفتار از کارکردهای این لوب مغز هستند. 
گاه در برخی افراد در مورد بدبویی دهان، توهم بویایی پیش می‌آید. این توهم که معمولاً کوتاه‌مدت است به ندرت نشانه‌ای از صرع لوب گیجگاهی مغز است.

## ساختار
لوب گیجگاهی از بخش‌های اصلی شکنج گیجگاهی بالایی، شکنج گیجگاهی میانی و شکنج گیجگاهی زیرین و ساختارهایی فرعی تری تشکیل شده‌است که برای حافظه آشکار یا بلند مدت بسیار حیاتی است. حافظه آشکار (تفکیکی) یا صریح، حافظه‌ای آگاهانه است که به حافظه معنایی (واقعیت‌ها) و حافظه رویدادی (وقایع) تقسیم می‌شود. ساختارهای میانی لوب گیجگاهی که برای حافظه طولانی مدت مهم هستند که شامل هیپوکامپ، همراه با ساختار هیپوکمپ در مجاور آن که شامل پریرینال، پاراهیپوکامپ و نئوکورتیکال داخل رحمی است. هیپوکامپ برای شکل‌گیری حافظه بسیار مهم است، و در حال حاضر این فرضیه که قشر گیجگاهی میانی مجاور برای ذخیره‌سازی حافظه بسیار مهم است، مطرح شده‌است. قشر پیش‌پیشانی و قشرهای بصری نیز در حافظه صریح دخیل هستند.
تحقیقات نشان داده‌اند که ضایعات در هیپوکامپ میمون‌ها باعث اختلال‌های محدود در عملکرد می‌شود، در حالی که ضایعات گسترده که شامل هیپوکامپ و گیجگاه میانی است، منجر به اختلال شدید می‌شود.

## عملکرد

### خاطرات بصری
لوب گیجگاهی با هیپوکامپ ارتباط برقرار می‌کند و نقش مهمی در شکل‌گیری حافظه بلندمدت صریح که توسط آمیگدال ساخته شده‌است دارد.

### پردازش ورودی حسی

#### شنوایی
مناطق شنوایی مجاور در قسمتهای فوقانی، خلفی و جانبی لوب‌های گیجگاهی در پردازش شنوایی سطح بالا نقش دارند. لوب گیجگاهی در درک شنوایی اولیه مانند شنیدن نقش دارد و قشر شنوایی را در خود نگه می‌دارد. قشر شنوایی اولیه اطلاعات حسی را از گوش‌ها دریافت می‌کند و مناطق ثانویه اطلاعات را به واحدهای معنی دار مانند گفتار و کلمات پردازش می‌کنند. شکنج گیجگاهی فوقانی مغز شامل منطقه ای (در شکاف جانبی) می‌شود که در آن سیگنال‌های شنوایی از حلزون گوش اول به مغز می‌رسد و توسط قشر شنوایی اولیه در لوب گیجگاهی چپ پردازش می‌شوند.

#### بینایی
مناطق وابسته به بینایی در لوب گیجگاهی معانی محرک‌های دیداری را تفسیر می‌کنند و شناخت اشیا را تثبیت می‌کنند. بنظر می‌رسد قسمت شکمی از قشرهای گیجگاهی به در پردازش بصری سطح بالا از محرکهای پیچیده مانند چهره‌ها (شکنج دوکی‌شکل) و صحنه‌ها (شکنج مغز پاراهیپوکتمپ) دخیل است. قسمتهای جلویی این مسیر برای پردازش بینایی در ادراک و شناخت شیء نقش دارند.

پویانمایی: لوب گیجگاهی.

### تشخیص زبان
لوب گیجگاهی قشر اصلی شنوایی را دارا می‌باشد، که برای پردازش معانی در گفتار و دیدار انسان‌ها مهم است. در نیمکره چپ مغز ناحیه ورنیکه، که منطقه بین لوب‌های گیجگاهی و جفتی را در بر می‌گیرد، در درک زبان، چه زبان گفتاری و چه در زبان اشاره نقش اساسی دارد (در کنار ناحیه بروکا و لوب فرونتال) و تصویربرداری FMRI نشان می‌دهد که این بخش‌های مغز توسط زبان‌های اشاره یا گفتاری فعال می‌شوند. کارکردهای لوب تمپورال چپ محدود به درک سطح پایین نیست بلکه به ادراک، نامگذاری و حافظه کلامی نیز گسترش می‌یابد. لوب گیجگاهی مسلط به زبان در نیمکره چپ ۹۵ درصد افراد راست دست در نیمکره چپ قرار گرفته و در افراد چپ دست حدود ۷۵ درصد در همین نیمکره می‌باشد.

### خاطرات جدید
تصور می‌شود که لوب‌های گیجگاهی میانی (در نزدیکی صفحه ساژیتال) در رمزگذاری حافظه بلند مدت اعلانی دخیل هستند. لوب گیجگاهی میانی شامل هیپوکامپ می‌شود، که برای ذخیره حافظه حیاتی هستند، بنابراین آسیب به این ناحیه می‌تواند باعث زیان دیدن در تشکیل خاطرهٔ جدید می‌شود و مسبب فراموشی انتروگرید دائمی یا موقت می‌شود.

### درک موسیقی
لوب گیجگاهی نیمکره چپ مغز آواهای ایجاد شده از صحبت کردن و ساختار واج شناسی و گرامر زبان و نیمکره راست بیشتر در درک ریتم موسیقی نقش دارد. همچنین تصویربرداری اف‌ام‌آرآی مغزی نشان می‌دهد گوش کردن به قطعه موسیقی در افراد موسیقی‌دان حر‌فه‌ای آموزش دیده، نقاط بیشتری از مغز را درگیر می‌کند در مقایسه با افرادی که تنها شنونده موسیقی هستند و مهارت نواختن ساز را ندارند. 

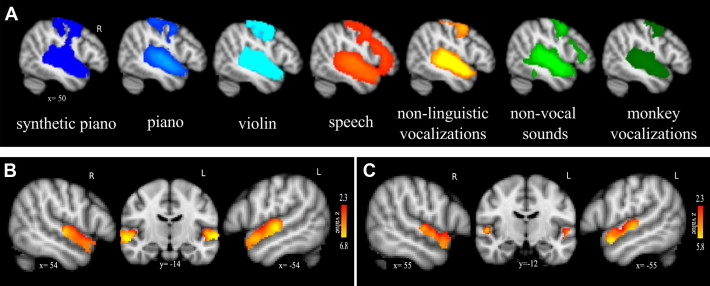
صدای ساز های مختلف (پیانو، ویولن) و سخن گفتن نقاط مختلفی از لوب گیجگاهی و سایر شبکه های مغزی را درگیر می‌کند و در این تصویر برداری مغزی نشان می‌دهد کدامین شبکه های مغزی در تشخیص تیمبره (به اصطلاح رنگ صدا)‌ نقش دارند.

کورتکس شنوایی اولیه نقش اساسی را در تشخیص میزان بلندی صدا ایفا می‌کند و آسیب رسیدن به این بخش میتواند شنوایی را مختل کند. 